# Adolf Giele
Adolf Giele (Sztum, 17 de diciembre de 1929 - 29 de mayo de 2002) fue un jugador de balonmano alemán. Fue un componente de la Selección de balonmano de Alemania.
Con la selección ganó la medalla de plata en el Campeonato Mundial de Balonmano Masculino de 1954 y la medalla de bronce en el Campeonato Mundial de Balonmano Masculino de 1958.
También disputó el Campeonato Mundial de Balonmano Masculino de 1961, en el que la selección alemana quedó en cuarta plaza.
Tras retirarse del balonmano ejerció como entrenador, siendo el segundo entrenador de la Selección de balonmano de Alemania entre 1973 y 1977. Posteriormente, entrenó a la Selección de balonmano de Kuwait.

## Clubes

### Como jugador
- SC Victoria Hamburg[1]

### Como entrenador
- Selección de balonmano de Alemania (1973-1977) (como segundo entrenador)
- Selección de balonmano de Kuwait